# Смрт у рају (3. сезона)
Трећа сезона британске полицијске крими-драмедије Смрт у рају емитована је од 14. јануара до 4. марта 2014. године на каналу BBC One.

## Опис
Ричард Пул је убијен на почетку сезоне, а на његово место долази ДИ Хамфри Гудмен. Фидел на крају сезоне прелази на Свету Луцију.

## Улоге
- Бен Милер као ДИ Ричард Пул (епизода 1)
- Крис Маршал као ДИ Хамфри Гудмен (главни: епизоде 2−8; гост: епизода 1)
- Сара Мартинс као ДН Камил Бордеј
- Дени Џон-Џулс као Позорник Двејн Мајерс
- Гери Кар као Наредник Фидел Бест
- Елизабет Буржин као Кетрин Бордеј
- Дон Варингтон као начелник Селвин Патерсон

## Епизоде
| Бр. еп. (укупно) | Бр. еп. (у сезони) | Наслов                      | Редитељ         | Сценариста                    | Премијера         | Гледаност у Британији (милиони) |
| --- | ------------------ | --------------------------- | --------------- | ----------------------------- | ----------------- | ------------------------------- |
| 17 | 1                  | "Смрт детектива"            | Сила Вер        | Роберт Торогуд                | 14. јануар 2014.  | 8,69                            |
| Док се Камил, Двејн и Фидел шале о спасавању Ричарда од универзитетског окупљања, један од чланова окупљања проналази Ричарда избоденог на смрт шилом за лед. Инспектор Хамфри Гудмен долеће из Велике Британије да реши случај, али екипа га сматра чудним и свима, посебно Камил, недостаје Ричард. Пошто се случај показао осетљивим за екипу, Хамфри преузима вођство у истрази. Сазнаје да је један од главних осумњичених, Роџер Седлер, био љут на Ричарда више од 25 година, али када након саслушања, његови разлози да верују да је он убио Ричарда нестају. Пошто је прегледао старе слике Ричарда и његових пријатеља, Хамфри успешно решава случај. Екипа је одушевљена Хамфријем, али Хамфрију остаје сломљено срце када га је жена звала из Велике Британије да му каже да га оставља. |                    |                             |                 |                               |                   |                                 |
| 18 | 2                  | "Погрешан човек"            | Сила Вер        | Дејзи Кулман                  | 21. јануар 2014.  | 8,46                            |
| Теа Холмс учествује на снимању хорор филма за своју пријатељицу Лекси Канингем. Међутим, Теа је тада пронађена мртва на снимању, отрована. Хамфри сазнаје да је Теа била у затвору пре много година због пљачке коју је починила и која је пошла наопако, али је уверен да је Лекси требала да умре, а не Теа. Он испитује сценаристе Арнолда Финча који признаје да му се Лекси отворено није допала. Хамфри такође сазнаје да је Арнолд претраживао отрове на интернету. Док Хамфри наставља истрагу, осумњичени умире - изгледа да је извршио самоубиство, иако Хамфри није убеђен и дубље гледа у истрагу, одлучан да не дозволи да се случај затвори. |                    |                             |                 |                               |                   |                                 |
| 19 | 3                  | "Уметничко убиство"         | Душан Лазаревић | Пол Лог                       | 28. јануар 2014.  | 8,04                            |
| Жиголо Карлтон Парис је убијен након изложбе. Хамфри сазнаје да је Карлтон назвао полицију само неколико минута пре него што је умро, тврдећи да је жена имала пиштољ и да ће га упуцати. Док Хамфри скреће пажњу на жене на острву на које је Карлтон налетео, остаје му списак осумњичених и мотива. Фидел почиње да осећа кривицу због смрти док је пресекао Карлтона јер је мислио да ће имати жигола као најбољег пријатеља изгледати лоше. Екипа такође сазнаје да су након Карлтоновог убиства из његове куће украдени само његов телефон и стари водич. |                    |                             |                 |                               |                   |                                 |
| 20 | 4                  | "Ви маловерни"              | Душан Лазаревић | Ијан Кершо                    | 4. фебруар 2014.  | 8,45                            |
| Док је авио-посада боравила у хотелу на Сент Мерију, стјуардеса Наташа Тиберт пронађена је мртва. Хамфри истражује Наташину смрт и открива да је обавештена о унапређењу у авио-компанији само неколико сати пре убиства. Поштоо докази указују да је пилот Адам Фрост био у Наташиној соби пре њене смрти, екипа жели да разговара са њим. У Адамовој соби проналазе бочицу отрова са отисцима прстију, што указује да је он убио Наташу, али Хамфри верује да Адаму намештају. |                    |                             |                 |                               |                   |                                 |
| 21 | 5                  | "Политичко самоубиство"     | Роберт Квин     | Роберт Торогуд                | 11. фебруар 2014. | 8,84                            |
| Верује се да је министар трговине Сент Мерија извршио самоубиство пошто је оставио поруку о самоубиству пре своје смрти, али угао ране од пиштоља указује да је убијен. Хамфри истражује министрову смрт и сазнаје да је имао аферу са својом помоћницом Леном. Када су Хамфри и Камил разговарали са Леном у присуству њеног кума Марлона, открива се да је Марлон Камилин отац који ју је напустио када је имала шест година. |                    |                             |                 |                               |                   |                                 |
| 22 | 6                  | "Птица раноранилица"        | Роберт Квин     | Џ. Ч. Вишлер и Сајмон Винстон | 18. фебруар 2014. | 8,27                            |
| Група посматрача птица придружује се острву Сент Мери у потрази за својим ретким зеленим папагајем. Међутим, док је група лутала џунглом, Марк Талбот је избоден на смрт својим ловачким ножем. Хамфри и његова екипа сазнају да је Марк био непопуларан члан групе за посматрање птица пошто је имао аферу са женом свог колеге посматрача птица, што је довело до претњама смрћу Марку. Како Хамфри сазнаје да је Марк био ван видокруга групе само неколико минута пре своје смрти, 800 метара, почиње да доводи у питање способност убице. |                    |                             |                 |                               |                   |                                 |
| 23 | 7                  | "Човек са златним пиштољем" | Ричард Сини     | Џек Лотијан                   | 25. фебруар 2014. | 8,40                            |
| Непопуларни грађевинар Алекс Џексон убијен је на свом острву у приватном власништву, па Хамфри и екипа отпловљавају на острво да реше убиство. Једини људи на острву у време убиства били су домаћица Роузи, секретарица Емили и троје Алексове деце. Првоосумњичени је једини имао приступ оружју убиства, али и једини са алибијем. Лоше време заробљава Хамфрија и екипу на острву са убицом. Само једно Алексово дете требало је да наследи његов посао, а када је Хамфри сазнао да је Алекс планирао да промени свој тестамент, решава случај. |                    |                             |                 |                               |                   |                                 |
| 24 | 8                  | "Црвена смрт"               | Ричард Сини     | Роберт Торогуд                | 4. март 2014.     | 8,52                            |
| Ема Рединг је пронађена мртва у својој соби у месном старачком дому. Њена смрт се сматрала самоубиством. Међутим, пошто Еммини пријатељи и вереник говоре да је Ема имала много чему да се радује у свом животу, Хамфри почиње да сумња да је она заправо убијена. Док је истраживао Еммино убиство, Хамфрију је ометен јер је његова жена дошла на острво да тражи помирење. Хамфри одлучује да је срећнији што живи на Сент Мерију, а када је успешно решио Емину смрт, поверава се Фиделу о својим растућим осећањима према Камил. |                    |                             |                 |                               |                   |                                 |